# Sean Bean
Shaun Mark Bean (Sheffield, 17 april 1959) is een Brits acteur.

## Levensloop
Geboren in een familie die uit Schotland afkomstig is, werkte hij in het bedrijf van zijn vader als lasser voordat hij aan een carrière als acteur begon. Hij maakte zijn acteerdebuut in 1983 in het Watermill Theatre als Tybalt in Romeo en Julia. Hij speelde in veel bekende films en televisieseries zoals Patriot Games (1992), Scarlett (1994) en de James Bondfilm GoldenEye (1995) en The Lord of the Rings (2001–2003) waarin hij de rol van Boromir vertolkte en hij is ook bekend door zijn rol als Richard Sharpe in de 16-delige televisieserie Sharpe uit de periode 1993–2008. Hij vertolkte in het eerste seizoen van de populaire HBO-serie Game of Thrones het personage Ned Stark.
Sean Bean verleende ook zijn stem aan het Bethesda Softworks-spel The Elder Scrolls IV: Oblivion als Martin Septim, ofwel de erfgenaam van Uriel Septim. In 2016 verzorgde hij de voice-over van het spel Civilization VI. Ook verscheen hij in 2018 in de game Hitman 2 in de rol van Mark Faba.
Bean staat erom bekend veelal te sterven in de rollen die hij vertolkt; zeker in de helft van de gevallen. Hierdoor wordt er soms, bij wijze van grap, gezegd dat hij de ultieme spoiler is, omdat men ervan uit kan gaan dat zijn personage dood zal gaan. In zeker 25 van zijn rollen sterft het personage een onnatuurlijke dood, veelal door moord of executie.

## Privé
Bean is vijf keer getrouwd en vier keer gescheiden. Hij heeft drie dochters.

## Filmografie (selectie)

### Films en miniseries
- Winter Flight (1984) – Hooker
- Exploits at West Poley (televisiefilm, 1985) – man met litteken
- Samson and Delilah (kortfilm, 1985) – Billy
- Caravaggio (1986) – Ranuccio
- Stormy Monday (1988) – Brendan
- Troubles (2-delige televisiefilm, 1988) – Captain Bolton
- The True Bride (kortfilm uit de anthologieserie The Storyteller, 1988) – Prince
- How to Get Ahead in Advertising (1989) – Larry Frisk
- War Requiem (1989) – Duitse soldaat
- Windprints (1989) – Anton van Heerden
- The Fifteen Streets (televisiefilm, 1989) – Dominic O'Brien
- The Field (1990) – Tadgh McCabe
- Lorna Doone (televisiefilm, 1990) – Carver Doone
- Small Zones (televisiefilm uit de anthologieserie Screen Two, 1990) – Vic
- Wedded (kortfilm uit de anthologieserie Screenplay, 1990) – man
- Tell Me That You Love Me (televisiefilm uit de anthologieserie Screen One, 1991) – Gabriel Lewis
- Prince (televisiefilm uit de anthologieserie Screen One, 1991) – Jack Morgan
- In the Border Country (televisiefilm uit de anthologieserie 4 Play, 1991) – Smith
- Patriot Games (1992) – Sean Miller
- Fool's Gold: The Story of the Brink's-Mat Robbery (televisiefilm, 1992) – Micky McAvoy
- Sharpe (reeks van 16 televisiefilms, 1993–2008) – Richard Sharpe
- Lady Chatterley (miniserie, 4 afl., 1993) – Oliver Mellors
- Black Beauty (1994) – Farmer Grey
- Shopping (1994) – Venning
- Jacob (televisiefilm, 1994) – Esau
- Scarlett (miniserie) – Lord Richard Fenton (3 afl., 1994)
- GoldenEye (1995) – Alec Trevelyan
- When Saturday Comes (1996) – Jimmy Muir
- Anna Karenina (1997) – Vronsky
- Ronin (1998) – Spence
- Airborne (1998) – Dave Toombs
- Bravo Two Zero (televisiefilm, 1999) – Andy McNab
- Extremely Dangerous (miniserie, 4 afl., 1999) – Neil Byrne
- Essex Boys (2000) – Jason Locke
- Don't Say a Word (2001) – Patrick Koster
- The Lord of the Rings: The Fellowship of the Ring (2001) – Boromir
- The Lord of the Rings: The Two Towers (2002) – Boromir
- Equilibrium (2002) – Errol Partridge
- Tom & Thomas (2002) – Paul Sheppard
- The Lord of the Rings: The Return of the King (2003) – Boromir
- The Big Empty (2003) – Cowboy
- Henry VIII (2-delige televisiefilm, 2003) – Robert Aske
- Troy (2004) – Odysseus
- National Treasure (2004) – Ian Howe
- Pride (televisiefilm, 2004) – Dark (stem)
- The Island (2005) – Dr. Bernard Merrick
- North Country (2005) – Kyle
- Flightplan (2005) – Captain Marcus Rich
- The Dark (2005) – James
- Silent Hill (2006) – Christopher Da Silva
- The Hitcher (2007) – John Ryder
- Far North (2007) – Loki
- Outlaw (2007) – Danny Bryant
- Red Riding (reeks van 3 televisiefilms, 2009) – John Dawson (Red Riding 1974 en Red Riding 1983)
- Black Death (2010) – Ulric
- Percy Jackson & the Olympians: The Lightning Thief (2010) – Zeus
- Ca$h (2010) – Pyke Kubic / Reese Kubic
- The Lost Future (televisiefilm, 2010) – Amal
- Death Race 2 (video, 2010) – Markus Kane
- Age of Heroes (2011) – Sergeant Jones
- Cleanskin (2012) – Ewan
- Soldiers of Fortune (2012) – Dimidov
- Mirror Mirror (2012) – de koning
- Silent Hill: Revelation 3D (2012) – Harry
- Tracie's Story (televisiefilm uit de anthologieserie Accused, 2012) – Simon Gaskell / Tracie Tremarco
- The Snow Queen 2 (originele titel Snezhnaya koroleva 2: Perezamorozka, 2014) – generaal Arrog (stem Engelse versie)
- Wicked Blood (video, 2014) – Frank Stinson
- Jupiter Ascending (2015) – Stinger Apini
- Any Day (2015) – Vian
- Pixels (2015) – Corporal Hill (SAS-officier)
- The Martian (2015) – Mitch Henderson
- The Young Messiah (2016) – Severus
- Kingsglaive: Final Fantasy XV (2016) – Regis Lucis Caelum (stem Engelse versie)
- Drone (2017) – Neil Wistin
- Dark River (2017) – Richard Bell
- Taniel (kortfilm, 2018) – verteller
- Knights of the Zodiac (2023) – Alman Kiddo

### Televisieseries
- The Bill – Horace Clark (afl. "Long Odds", 1984)
- The Practice – Terry Donlan (2 afl., 1986)
- The Jim Henson Hour – Prince (afl. "Musicians", 1989)
- Clarissa (4 afl., 1991) – Lovelace
- My Kingdom for a Horse – Steve (afl. onbekend, 1991)
- Inspector Morse – Alex Bailey (afl. "Absolute Conviction", 1992)
- A Woman's Guide to Adultery (3 afl., 1993) – Paul
- The Canterbury Tales (animatieserie) – de priester van de non (stem, afl. "Leaving London", 1998)
- The Vicar of Dibley – zichzelf (afl. "Spring", 1999)
- Crusoe – James Crusoe (5 afl., 2008–2010)
- Game of Thrones – Eddard "Ned" Stark (10 afl., 2011)
- Missing – Paul Winstone (8 afl., 2012)
- Family Guy (animatieserie) – Portrait Griffin (stem, afl. "No Country Club for Old Men", 2013)
- Robot Chicken (animatieserie) – North / Heathcliff (stem, afl. "Catdog on a Stick", 2014)
- Legends (20 afl., 2014–2015) – Martin Odum
- The Frankenstein Chronicles (12 afl., 2015–2017) – John Marlott
- Wasted (6 afl., 2016) – Sean Bean
- Roman Empire (documentaireserie) – verteller (seizoen 1: "Reign of Blood", 6 afl., 2016)
- Broken (6 afl., 2017) – Father Michael Kerrigan (rol bekroond met een BAFTA TV Award 2018)
- The Oath – Tom Hammond (10 afl., 2018)
- Medici: The Magnificent – Jacopo de' Pazzi (8 afl., 2018)
- Sally4Ever – zichzelf (afl. 1.7, 2018)
- World on fire (2019)
- Snowpiercer (televisieserie) – Joseph Wilford (2020–2024)
- Time (gevangenisdramaserie) – Mark Cobden (2021)

### Computerspellen
- GoldenEye 007 (1997) – Alec Trevelyan (stem)
- The Lord of the Rings: The Two Towers (2002) – Boromir (stem)
- The Elder Scrolls IV: Oblivion (2006) – keizer Martin Septim (stem)
- LEGO The Lord of the Rings (2012) – Boromir (stem)
- Papa Sangre II (2013) – verteller/gids (stem)
- Kholat (2015) – verteller (stem Engelse versie)
- Life Is Feudal (2015) – verteller (stem)
- Civilization VI (2016) – verteller (stem)
- Hitman 2 (2018) – Mark Faba (stem)